# Acipenser dabryanus
Acipenser dabryanus is een  straalvinnige vissensoort uit de familie van steuren (Acipenseridae). Het werd in 1869 voor het eerst beschreven door Auguste Duméril, op basis van een type exemplaar dat door de toenmalige Franse consul in China, kapitein M. Dabry, uit de Yangtze-rivier werd verzameld. Dit exemplaar wordt nu bewaard in Muséum national d'histoire naturelle in Parijs. Niet alleen zijn wetenschappelijke naam, ook zijn Engelse naam dankt deze steur aan zijn ontdekker; Dabrys sturgeon. Hoewel het in het Engels ook wel de Yangtze sturgeon wordt genoemd naar zijn verspreidingsgebied.
Het verspreidingsgebied van de soort is endemisch beperkt tot het bekken van de Yangtze in China, maar werd in de jaren 60 ook aangetroffen in het bekken van de Gele Rivier. De soort staat op de Rode Lijst van de IUCN als Uitgestorven in het wild (beoordelingsjaar 2022). De soort is sinds 2000 niet meer in het wild waargenomen, maar er bestaat nog wel een grote populatie in gevangenschap.

## Beschrijving
Deze steur kan een lengte bereiken van 250 cm en een gewicht van 16 kg maar is meestal veel kleiner, gemiddeld zo een 31,8 cm. Zijn lichaam is blauwgrijs aan de bovenzijde en geelachtig wit op de buik. Het is bedekt met vijf rijen beenplaten. Het hoofd is driehoekig en de snuit is lang met de mond aan de onderzijde. Hier bevinden zich ook twee paren baarddraden.
De vis leeft in langzaam stromende rivier met een zandige of modderige bodem. Het voedt zich met waterplanten, ongewervelde dieren en kleine vissen. Deze soort trekt maar verlaat in tegenstelling tot andere steurensoorten nooit het zoete water De paai vindt plaats in de bovenstroomse delen van de Yangtze, voornamelijk in maart en april, en soms rond november en december. Mannetjes doen dit elk jaar, maar de meeste vrouwtjes niet. Een vrouwtje produceert 57.000 tot 102.000 eieren.

## Bescherming
A. dabryanus was ooit een veel voorkomende vis in het Yangtze-systeem. Het was bekend van de hoofdrivier en enkele van de grotere zijrivieren, evenals enkele meren die met het systeem waren verbonden. Tegen het einde van de 20e eeuw was de soort uitgeroeid in het benedenstroomse deel en was het verspreidingsgebied beperkt tot de bovenloop in Sichuan. De belangrijkste oorzaak van deze drastische achteruitgang was overbevissing, inclusief het overmatig oogsten van jonge dieren. De bouw van dammen, met name de Gezhouba Dam en de Drieklovendam, blokkeerde de migratieroutes van de vis langs de rivier en beperkte deze tot de bovenloop. Het veroorzaakte habitatfragmentatie en -degradatie. Economische ontwikkeling en ontbossing op land nabij de rivier is toegenomen eveneens de verontreiniging van het oppervlaktewater. De vis wordt sinds de jaren zeventig in gevangenschap gekweekt. Duizenden individuen zijn vrijgelaten in het Yangtze-bekken, maar zij planten zich blijkbaar niet voort. Niettemin kan dit uitzetten de enige poging zijn om het uitsterven van de soort te voorkomen.